# Три таитянки на жёлтом фоне
«Три таитянки на жёлтом фоне» (фр. Trois femmes tahitennes sur fond jaune) — картина французского художника Поля Гогена из собрания Государственного Эрмитажа.
На картине присутствуют три женские фигуры таитянок, стоящие в полный рост; две из них стоят лицом к зрителю, одна — спиной. Крайние таитянки отворачиваются от центральной. Справа внизу подпись художника и дата: Paul Gauguin 99.
Как следует из авторской подписи, картина написана в 1899 году. Тогда же Гоген послал её своему другу Д. Монфрейду, от которого она 17 октября 1900 года поступила в галерею А. Воллара. В сопроводительном письме Гоген описал картину: «Три стоящие женщины на золотисто-жёлтом фоне, тронутым зелёным». 28 октября 1904 года картину купила Гертруда Стайн, однако 21 января 1907 года она, в результате обмена, вновь оказалась у Воллара, где 13 мая 1910 года её за 10000 франков приобрёл московский промышленник и коллекционер И. А. Морозов. После Октябрьской революции собрание Морозова было национализировано, и с 1923 года картина находилась в Государственном музее нового западного искусства. В 1934 году картина была передана в Государственный Эрмитаж. С конца 2014 года выставляется на четвёртом этаже здания Главного штаба, зал 413.
По мнению А. Г. Костеневича, Гоген заимствовал мотивы рельефов Боробудурского храма на Яве — к концу XIX века Боробудур был уже широко известен в Европе и значительная часть его была изучена, Гоген вполне мог видеть рисунки и фотографии его архитектурного убранства.
А. Г. Костеневич также считает, что в расположении женщин в картине «заключена какая-то сюжетно-символическая загадка, что определяется позами персонажей: две женщины отворачиваются от третьей, стоящей между ними. Однако эта загадка ещё ждёт своего разрешения».
Картина является дальнейшей разработкой мотива картины «Таитянская пастораль (Faa Iheine)» (1898 год, Галерея Тейт, Лондон) — в левой части этой работы также находится группа из трёх женщин, причём одна из них почти полностью соответствует центральной фигуре с эрмитажной картины, отличаясь от неё лишь поворотом головы и тем, что держит в руках букет белых цветов. Женская группа с лондонской картины почти дословно повторена и в картине «Сбор плодов (Ruperupe)» (1899 год, Пушкинский музей, Москва) — крайняя левая фигура также весьма близка к центральной эрмитажной. И, наконец, она же является главным персонажем картины «Месяц Марии (Te avae no Maria)» (1899 год, Эрмитаж, Санкт-Петербург). Кроме того, лондонское, московское и оба петербургских полотна объединяет и преобладающий жёлтый фон.